# Gronenberg (Scharbeutz)
Gronenberg ist ein Ortsteil der Gemeinde Scharbeutz im Kreis Ostholstein. Das Dorf hat 511 Einwohner (Stand: 10. Juni 2024).

## Geografische Lage und Ortsgliederung
Der Ortsteil Gronenberg von Scharbeutz liegt am Südostufer des Taschensees beidseits vom Bachlauf der Gösebek. Die Gösebek fließt verrohrt durch den Dänischen Graben, einen Kanal, der erst in den 1940ern verrohrt wurde und durch den Kleiner Pönitzer See bis zum Mühlenteich an der Wassermühle. Gronenberg bildet grundbuchlich eine eigene Gemarkung, in der auch die weiteren Wohnplätze Gronenberger Hof, Hundemühle und Schmiedekamp liegen. Im Bereich der Gemarkung liegen außerdem das Waldgebiet Bekmissen und der überwiegende Teil des Forstes Neukoppel.

## Geschichte
Die Grabhügel bei Stubbenberg und das Großsteingrab Gronenberg zeugen von einer jungsteinzeitlichen Besiedelung in der Gegend. Gronenberg wurde 1201 zum ersten Mal urkundlich erwähnt.
Da das Gut Gronenberg in der Kaiserzeit und sein Aussichtspunkt auf der Strecke von Lübeck nach Eutin häufig besucht wurde, errichtete der Gutsherr 1904 dort auf der Gronenberger Höhe (43 Meter über N.N.) einen Aussichtsturm. Dieser fiel unter anderem durch seine Form auf. Der Aussichtsturm, der den Beinamen Kiek in de Welt erhielt, hatte die Form des Gefechtsmastes eines Kriegsschiffes erhalten. Der Schiffskörper wurde als Wirtschaft genutzt.
Die Witwe des Hanseatischen Gesandten in Preußen, Karl Peter Klügmann, verstarb 1928 auf dem Gut Gronenberg.
Emmi Bonhoeffer lebte von 1945 bis 1952 in Gronenberg und baute in dieser Zeit ein beispielloses Hilfswerk auf.

## Bauwerke
Die Gronenberger Mühle ist eine alte, von ehemals drei Wassermühlen an der Gösebek, die einzige der drei, die heute noch, als Kulturdenkmal geschützt, vorhanden ist. Die Wassermühlen wurden im frühen 18. Jahrhundert errichtet.